# Mont-Saint-Remy
Mont-Saint-Remy é uma comuna francesa na região administrativa de Grande Leste, no departamento das Ardenas. Estende-se por uma área de 7,55 km². Em 2010 a comuna tinha 58 habitantes (densidade: 7,7 hab./km²).